# Velká kotlina

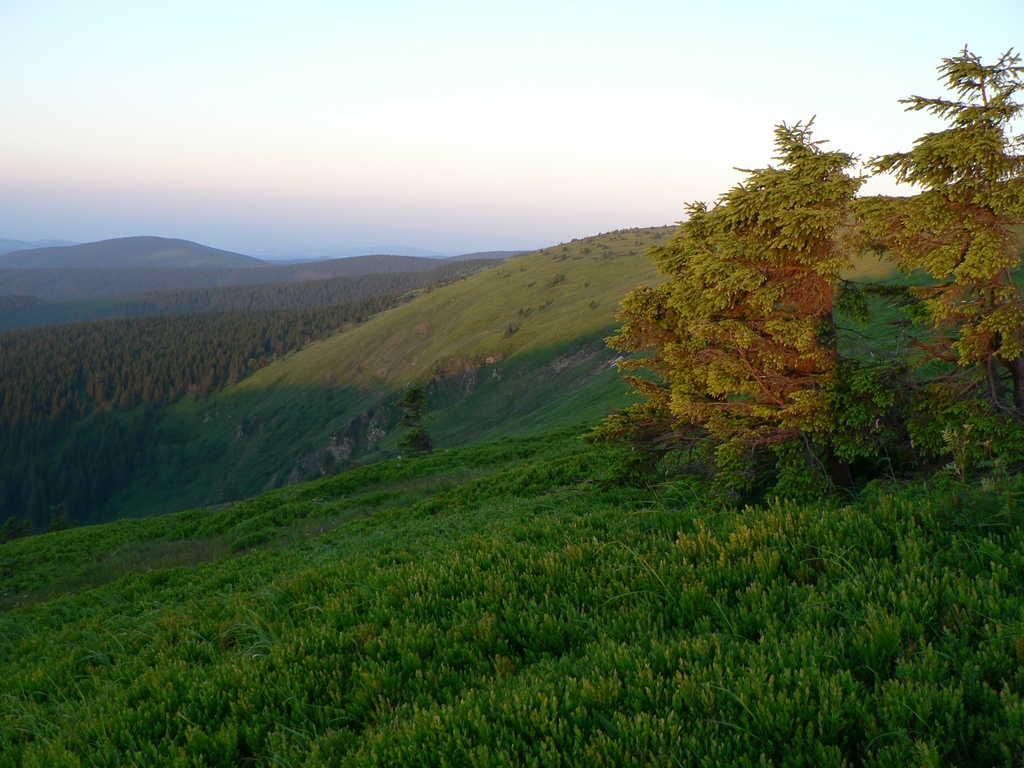
Pohled do Velké kotliny

Na východním úbočí Vysoké hole, v pramenné oblasti řeky Moravice, se nachází jedna z nejcennějších částí CHKO Jeseníky, Velká kotlina nebo též Velký kotel. Vznikla jako ledovcový kotel (kar) působením horského ledovce v průběhu poslední doby ledové. Jsou zde lavinové dráhy a sníh se drží průměrně do června, nejdéle na Moravě. Pády lavin zde udržují přirozené bezlesí.

## Ochrana přírody
Velká kotlina byla dne 4. června 1955 vyhlášena tehdejším Ministerstvem školství a osvěty státní přírodní rezervací. Ministerstvo životního prostředí České republiky tuto ochranu k 14. prosinci 1990 zrušilo. Ochrana však nezanikla, protože se Velká kotlina stala součástí nově vzniklé NPR Praděd.
Agentura ochrany přírody a krajiny ČR - Správa CHKO Jeseníky se stará o naučnou stezku NS Velká kotlina, jejíž začátek je umístěn v Karlově pod Pradědem, vede po modré značce a končí na Ovčárně. Naučná stezka byla vybudována v roce 1971 a má 6 zastavení v podobě informačních tabulí s informacemi o fauně a flóře. Informační materiál Správy CHKO Jeseníky udává, že mimo naučnou stezku není vstup do Velké kotliny možný.
Na webu Správy CHKO Jeseníky je průvodce naučnou stezkou ke stažení.

## Flóra

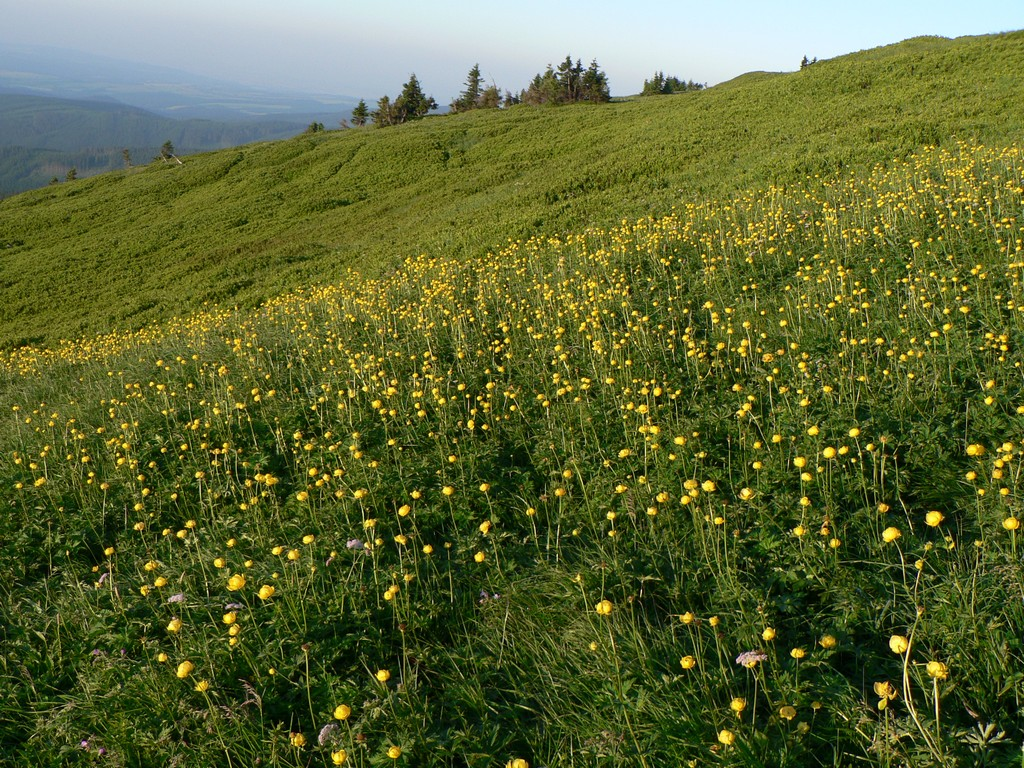
Upolínová louka ve Velké kotlině

Velká kotlina je známá jako botanicky nejbohatší lokalita v Česku a jedna z nejbohatších lokalit ve střední Evropě – roste zde asi 350 druhů vyšších rostlin (arkto-alpínských, ale i teplomilných). Některé zdroje uvádí 400, 480, nebo "téměř 500" druhů (z nichž je 117 ohrožených). K nejvýznamnějším a nejvzácnějším druhům patří místní endemity: jitrocel černavý sudetský (Plantago atrata subsp. sudetica) a hvozdík kartouzek sudetský (Dianthus carthusianorum subsp. sudeticus). Dále se zde vyskytuje např. kopyšník tmavý, hvězdnice alpská, jestřábník huňatý, mázdřinec rakouský, rybíz skalní, hladýš andělikový a další. V keřové formě zde dosahuje svého výškového maxima v ČR lípa.
Vzácné rostliny však spásáním ohrožuje kamzík horský, nepůvodní skalní býložravec, který sem byl roku 1913 přivezen z rakouských Alp. V roce 2011 myslivci uvádí 201 kusů těchto zvířat. Správa CHKO v plánu péče od roku 2003 do roku 2013 uváděla jako dlouhodobý cíl "úplné vyloučení" kamzičí zvěře z oblasti. Proti tomu se však zdvihl odpor a tak od roku 2009 o.s. „Jesenický kamzík“ bojuje za jejich záchranu. V následujícím plánu péče (do roku 2023) je uváděno, že došlo k dohodě o zachování kamzíka v počtu do 200 kusů. V oblasti Velké kotliny žije zhruba 40 kusů.
V červenci 2022 proběhl na nepřístupných místech Velké kotliny botanický průzkum, při kterém byla nalezena ostřice vláskovitá, která byla v Jeseníkách naposledy zaznamenána v roce 1951 a byla zde tedy považována za vyhynulou, a skalník černoplodý.

## Fauna

### Obratlovci
Na balvanitých sutích můžete spatřit vyhřívající se zmiji obecnou. Vyskytuje se zde i ještěrka živorodá.
Ze vzácnějších druhů ptáků zde můžete spatřit pěvušku podhorní a lindušku horskou. Informační materiál Správy CHKO Jeseníky udává, že tyto dva druhy hnízdí v České republice početněji a pravidelně pouze v Krkonoších a v Hrubém Jeseníku. Potravu ve Velké kotlině vyhledává sokol stěhovavý. Také se zde nachází pták z řádu pěvců bělořit šedý. K cenným druhům patří linduška luční. Před třiceti lety se zde vyskytoval tetřev hlušec, který však v Jeseníkách již vyhynul.
Ze savců uvádí informační materiál Správy CHKO Jeseník jako nejvzácnější myšivku horskou. Jedná se o drobnou myš s ocáskem dvakrát delším, než je její tělo. Na skalách lze pozorovat kamzíka horského.

## Zajímavosti
- Řeka Moravice zde má svůj pramen.[1]
- Sníh zde má dlouhé trvání, do června až začátku července.[1]
- Je zde častý výskyt lavin.[1]